# Klaus Eichholz

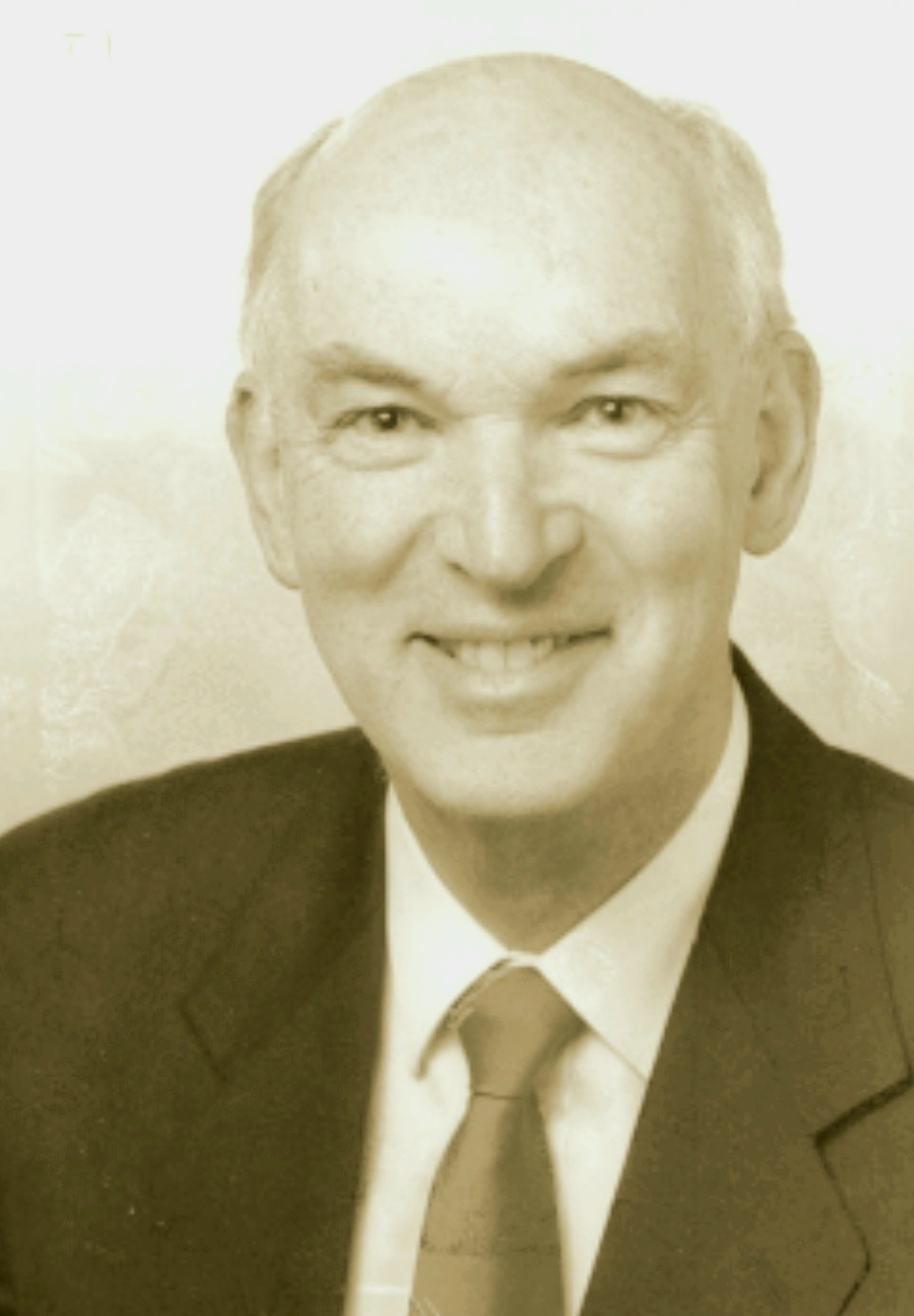
Klaus Eichholz

Klaus Eichholz (* 15. April 1929 in Köln) ist ein deutscher Geiger, Musikpädagoge und Autor.

## Biografie
Klaus Eichholz studierte Violine in Berlin bei Gustav Havemann und Rudolf Deman. 1953 erhielt er sein Diplom mit Auszeichnung an der Musikhochschule Berlin. Es folgten weitere Studien bei Gerhard Taschner, Arthur Grumiaux und Max Rostal.
Ab 1945 trat Klaus Eichholz als Geigensolist in Willi Schaeffers’ Kabarett der Komiker auf. 1948 erfolgte seine erste Konzertmeistertätigkeit bei der Dresdner Philharmonie. Ab 1949 spielte er oft als Solist mit Orchester. Von 1954 bis 1957 war er erster Konzertmeister des Philharmonischen Staatsorchesters Bremen, von 1957 bis 1980 war er in derselben Position am Württembergischen Staatsorchester Stuttgart tätig. Hier arbeitete er u. a. mit den Dirigenten Carlos Kleiber und Karl Böhm zusammen.
1961 heiratete Klaus Eichholz die Pianistin Waltraud Hagner. Mit ihr und dem Cellisten Gerhard Meyer spielte er im „Stuttgarter Trio“ in den folgenden 19 Jahren mehr als 300 Konzerte.
Ende der 1960er-Jahre gründete er das „Kammermusikensemble des Württembergischen Staatsorchesters“.
Ab 1977 war er Gastprofessor und von 1980 bis 1997 ordentlicher Professor für Violine an der Hochschule für Musik und darstellende Kunst in Graz.

## Werke
- Der Fingersatz im Violinspiel. Schott, Mainz 1991, ISBN 3-7957-0218-6.
- Der künstlerische Aspekt der Bogenführung. Universal Edition, Wien 2002, ISBN 3-7024-1499-1.
- Erinnerungen: Musik, Malerei, Menschen. Leykam, Graz/Wien 2021, ISBN 978-3-7011-8195-7.
- Artikel in ESTA (European String Teachers Association): Heft No.11, August 1983, Klaus Eichholz: Systematischer Aufbau der Geigentechnik; Heft No.58, Oktober 2007, Klaus Eichholz: Anregung zur Arbeit mit Terzen; Heft No. 62, Oktober 2009, Klaus Eichholz: Bogendruck als Mittel dynamischer Differenzierung.

## Belege
1. ↑  Eduard Melkus: Die Violine. 2000, ISBN 3-7957-2359-0, S. 141.
2. 1 2  3. Wettbewerb „Franz Schubert und die Musik des 20. Jahrhunderts“ 1997: Jury „Duo für Violine und Klavier“. Bibliothek der Universität für Musik und darstellende Kunst Graz. Abgerufen am 8. Mai 2021.
3. ↑  Alexander Werner: Carlos Kleiber. 2008, ISBN 978-3-7957-0598-5, S. 121, 145, 179.
4. ↑  Klaus Eichholz: Erinnerungen Musik Malerei Menschen. 2021, ISBN 978-3-7011-8195-7.

| Personendaten    | Personendaten                             |
| ---------------- | ----------------------------------------- |
| NAME             | Eichholz, Klaus                           |
| KURZBESCHREIBUNG | deutscher Geiger, Musikpädagoge und Autor |
| GEBURTSDATUM     | 15. April 1929                            |
| GEBURTSORT       | Köln                                      |